# Erin Teschuk
Erin Teschuk (* 25. Oktober 1994 in Winnipeg) ist eine kanadische Leichtathletin, die sich auf den Hindernislauf spezialisiert hat.

## Sportliche Laufbahn
Erste internationale Erfahrungen sammelte Erin Teschuk, die von 2012 bis 2016 an der North Dakota State University studierte, im Jahr 2015, als sie bei den Panamerikanischen Spielen in Toronto in 10:02,33 min den vierten Platz über 3000 m Hindernis belegte. Anschließend startete sie bei den Weltmeisterschaften in Peking und verpasste dort mit 9:40,07 min den Finaleinzug. Im Jahr darauf nahm sie an den Olympischen Sommerspielen in Rio de Janeiro teil, schied aber auch dort mit 9:53,70 min im Vorlauf aus. 2022 belegte sie bei den NACAC-Meisterschaften in Freeport in 4:12,76 min den fünften Platz im 1500-Meter-Lauf und im Jahr darauf gelangte sie bei den Crosslauf-Weltmeisterschaften 2023 in Bathurst mit 24:55 min auf den achten Platz in der Mixed-Staffel. Im August verpasste sie bei den Weltmeisterschaften in Budapest mit 15:56,54 min den Finaleinzug im 5000-Meter-Lauf.
In den Jahren 2015 und 2016 wurde Teschuk kanadische Meisterin im 3000-Meter-Hindernislauf.

## Persönliche Bestzeiten
- 1500 Meter: 4:11,21 min, 20. Mai 2022 in New York City
  - 1500 Meter (Halle): 4:13,51 min, 28. Januar 2023 in New York City
- 3000 Meter: 9:12,75 min, 18. August 2018 in Göteborg
  - 3000 Meter (Halle): 8:46,46 min, 10. Februar 2023 in Boston
- 5000 Meter: 15:37,43 min, 6. Mai 2023 in Walnut
- 3000 m Hindernis: 9:40,07 min, 24. August 2015 in Peking